# Presbyornithidae
Presbyornithidae sono una famiglia estinta di uccelli anseriformi dalla distribuzione globale. Questi uccelli si evolvettero nel Cretaceo superiore per poi estinguersi durante il Miocene inferiore, circa 71-15 milioni di anni fa. Inizialmente, presentando un mix di caratteristiche con altri uccelli acquatici, costieri e fenicotteri, si pensava fossero imparentati con uno di questi gruppi, tuttavia, oggi sono generalmente accettati come un gruppo di uccelli acquatici strettamente imparentati con le moderne anatre, oche e kamichi.
Questi uccelli condividevano tutti una corporatura esile, con lunghi colli e gambe, un'altezza di circa 1 metro, il corpo di un'anatra, i piedi simili a quelli di un trampoliere ma provvisti di membrane, e un becco piatto, simile a quello delle anatre, adattato per filtrare il cibo. Almeno alcune specie erano uccelli sociali che vivevano in grandi stormi e nidificavano in colonie, mentre altri, come la specie Wilaru, erano più terrestri e solitari.
Si conoscono sette generi di presbiedithithidi, tuttavia, gran parte dei loro resti rimangono ancora non descritti, come la scapola parziale destra BMNH PAL 4989, inizialmente attribuita ad Headonornis hantoniensis, ma che presenta tratti troppo diversi per essere assegnata d un genere noto, o i resti del Cretaceo superiore della Formazione Barun Goyot a Uday Sayr, e la Formazione Nemegt dello Tsagaan Kushu.